# Zuid-Holland
Zuid-Holland (dansk: Sydholland) er en nederlandsk provins, beliggende i den sydvestlige del af Nederlandene.
Provinsen grænser op Noord-Brabant og Zeeland mod syd, Nordsøen mod vest, Noord-Holland mod nord, og Utrecht og Gelderland mod øst. Zuid-Holland har et samlet areal på 3.307 km2, hvoraf 607 km2 udgøres af vand. Provinsen har over 3,8 millioner indbyggere (1. april 2023).
Zuid-Hollands hovedstad hedder Haag (nederlandsk: Den Haag), hvor den lokale provinsadministration holder til. Provinsens største by er Rotterdam. Kongens kommissær (nederlandsk: Commisaris van de Koning) i Zuid-Holland hedder Jaap Smit. Folkepartiet for Frihed og Demokrati (VVD) er med 10 sæder det største parti i provinsrådet. Frihedspartiet (PVV) er det næststørste parti, mens Demokraterne 66 (D66) og Kristendemokratisk Appel (CDA) med 7 pladser hver konkurrerer om at være rådets tredje største parti.
Det laveste punkt i Holland, Zuidplaspolder på -6,72 m, ligger i kommunen Zuidplas nordøst for Rotterdam.

## Geografi
Zuid-Holland ligger i den sydvestlige del af Nederlandene. Den grænser op til provinsen Noord-Holland i nord, Nordsøen i vest, og Noord-Brabant og Zeeland i syd. I øst grænser Zuid-Holland op til Utrecht og Gelderland. 
Zuid-Holland er Nederlandenes sjette største provins. Den har et samlet areal på 3.307 km2, hvoraf 607 km2 udgøres af vand. Eksklusive vand er Zuid-Holland Nederlandenes femte største provins. 

### Underinddelinger
Zuid-Holland er opdelt i seks COROP-områder: Leiden-Bollenstreek, Storhaag, Delft-Westland, Østlige Zuid-Holland, Sydøstlige Zuid-Holland og Storrijnmond. COROP-enhederne bruges af staten i forbindelse med statistik og analyse.
Zuid-Holland består af 50 kommuner (2023). Rotterdam er provinsens folkerigeste kommune, mens Goeree-Overflakkee arealmæssigt er Zuid-Hollands største kommune. Zouterwoude har det laveste indbyggertal, mens Oegstgeest har det mindste areal.
| Kommune                | Indbyggere | Areal      | COROP-område            |
| ---------------------- | ---------- | ---------- | ----------------------- |
| Alblasserdam           | 20.005     | 8,79 km2   | Sydøstlige Zuid-Holland |
| Albrandswaard          | 25.141     | 21,87 km2  | Storrijnmond            |
| Alphen aan den Rijn    | 109.107    | 126,58 km2 | Østlige Zuid-Holland    |
| Barendrecht            | 48.423     | 19,83 km2  | Storrijnmond            |
| Bodegraven-Reeuwijk    | 33.744     | 75,69 km2  | Østlige Zuid-Holland    |
| Capelle aan den IJssel | 66.657     | 14,25 km2  | Storrijnmond            |
| Delft                  | 101.007    | 22,82 km2  | Delft-Westland          |
| Dordrecht              | 118.309    | 79,01 km2  | Sydøstlige Zuid-Holland |
| Goeree-Overflakkee     | 48.788     | 262,00 km2 | Storrijnmond            |
| Gorinchem              | 36.003     | 18,92 km2  | Sydøstlige Zuid-Holland |
| Gouda                  | 71.916     | 16,86 km2  | Østlige Zuid-Holland    |
| Haag                   | 526.439    | 81,88 km2  | Storhaag                |
| Hardinxveld-Giessendam | 17.925     | 16,92 km2  | Sydøstlige Zuid-Holland |
| Hendrik-Ido-Ambacht    | 30.100     | 10,67 km2  | Sydøstlige Zuid-Holland |
| Hillegom               | 21.486     | 12,92 km2  | Leiden-Bollenstreek     |
| Kaag en Braassem       | 26.509     | 63,39 km2  | Leiden-Bollenstreek     |
| Katwijk                | 64.589     | 24,54 km2  | Leiden-Bollenstreek     |
| Korendijk              | 10.998     | 77,26 km2  | Storrijnmond            |
| Krimpen aan den IJssel | 29.079     | 7,80 km2   | Storrijnmond            |
| Krimpenerwaard         | 55.213     | 161,3 km2  | Østlige Zuid-Holland    |
| Lansingerland          | 60.482     | 54,28 km2  | Storrijnmond            |
| Leiden                 | 123.924    | 21,95 km2  | Leiden-Bollenstreek     |
| Leiderdorp             | 27.143     | 11,55 km2  | Leiden-Bollenstreek     |
| Leidschendam-Voorburg  | 74.669     | 32,70 km2  | Storhaag                |
| Lisse                  | 22.740     | 15,69 km2  | Leiden-Bollenstreek     |
| Maassluis              | 32.470     | 8,49 km2   | Storrijnmond            |
| Midden-Delfland        | 19.117     | 47,35 km2  | Delft-Westland          |
| Molenwaard             | 29.230     | 118,29 km2 | Sydøstlige Zuid-Holland |
| Nieuwkoop              | 28.020     | 78,88 km2  | Østlige Zuid-Holland    |
| Nissewaard             | 85.407     | 82,25 km2  | Storrijnmond            |
| Noordwijk              | 25.930     | 35,48 km2  | Leiden-Bollenstreek     |
| Noordwijkerhout        | 16.405     | 22,61 km2  | Leiden-Bollenstreek     |
| Oegstgeest             | 23.698     | 7,30 km2   | Leiden-Bollenstreek     |
| Papendrecht            | 32.208     | 9,48 km2   | Sydøstlige Zuid-Holland |
| Pijnacker-Nootdorp     | 52.935     | 37,36 km2  | Storhaag                |
| Ridderkerk             | 45.536     | 23,74 km2  | Storrijnmond            |
| Rijswijk               | 51.241     | 14,05 km2  | Storhaag                |
| Rotterdam              | 639.587    | 208,80 km2 | Storrijnmond            |
| Schiedam               | 77.833     | 18,02 km2  | Storrijnmond            |
| Sliedrecht             | 24.979     | 12,83 km2  | Sydøstlige Zuid-Holland |
| Teylingen              | 36.200     | 28,55 km2  | Leiden-Bollenstreek     |
| Vlaardingen            | 72.215     | 23,64 km2  | Storrijnmond            |
| Voorne an Zee          |            |            |                         |
| Voorschoten            | 25.363     | 11,16 km2  | Leiden-Bollenstreek     |
| Waddinxveen            | 26.901     | 27,90 km2  | Østlige Zuid-Holland    |
| Wassenaar              | 26.034     | 50,92 km2  | Storhaag                |
| Westland               | 105.885    | 79,53 km2  | Delft-Westland          |
| Zoetermeer             | 124.750    | 34,55 km2  | Storhaag                |
| Zoeterwoude            | 8.383      | 21,26 km2  | Leiden-Bollenstreek     |
| Zuidplas               | 41.571     | 59,37 km2  | Storrijnmond            |
| Zwijndrecht            | 44.392     | 20,35 km2  | Sydøstlige Zuid-Holland |

## Demografi
Zuid-Holland har et indbyggertal på 3.811.760 indbyggere (1. april 2023) og en befolkningstæthed på 1.411 pr. km2. Det er Nederlandenes største provins målt på antal indbyggere. Zuid-Holland har desuden Nederlandenes højeste befolkningstæthed. Rotterdam er provinsens folkerigeste kommune.

## Politik
Provinsrådet i Zuid-Holland (nederlandsk: Provinciale Staten) består af 55 medlemmer med kongens kommissær i spidsen. Den nuværende kommissær er Jaap Smit fra Kristendemokratisk Appel (CDA). Han afløste Jan Franssen (2000-2013) fra Folkepartiet for Frihed og Demokrati (VVD) 1. januar 2014. Zuid-Hollands provinsråd vælges af Zuid-Hollands indbyggere, mens kommissæren udpeges af kongen og den nederlandske regering. VVD er med 10 pladser det største parti i provinsrådet. Den daglige ledelse varetages af en lille styrelse (nederlandsk: Gedeputeerde Staten), hvis medlemmer (nederlandsk: gedeputeerden) kan sammenlignes med ministrene i en regering. Styrelsen ledes af kommissæren.

## Personer fra Zuid-Holland

### Videnskab
- Anton van Leeuwenhoek, mikrobiologiens fader og opfinder af mikroskopet
- Erasmus af Rotterdam, filosof og humanist

Kunst
- Rembrandt, billedkunstner
- Jan Steen, billedkunstner
- Johannes Vermeer, billedkunstner